# 渥美清
渥美清（日语：／ Atsumi Kiyoshi，1928年3月10日—1996年8月4日），是日本著名演员。本名田所康雄（たどころ やすお）。生于东京都台东区上野。以主演《寅次郎的故事》系列喜剧电影的主人翁车寅次郎被世人所熟悉。死后荣获日本国民荣誉赏。
共48集的《寅次郎的故事》是影史上最“长寿”的喜剧系列片，也是有“东方卓别林”之称的渥美清的力作。渥美清用自己的一生成功地塑造了（昵称为“阿寅”）这个形象。这位优秀的演员于1996年辞世，“寅次郎”遂成绝唱。渥美清死後被葬于東京都新宿區源慶寺。

## 生平

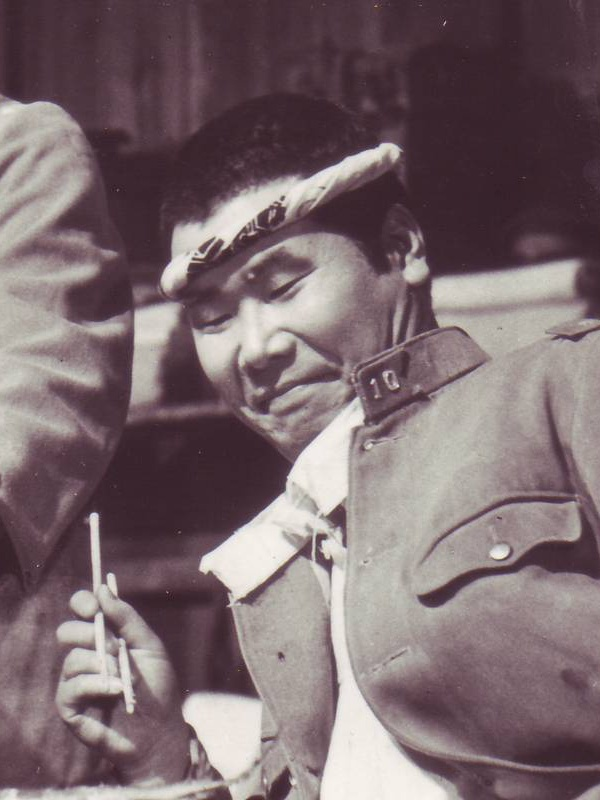
1963年電影<<拝啓天皇陛下様>>劇照

渥美清生于东京上野，原名田所康雄，早期在浅草脫衣舞剧院「百万弗劇場」（前身為觀音劇場）当喜剧演员。1951年进入电影界，其后10余年，他在一些影片中扮演配角，并无特别表现。1969年，他与山田洋次合作，在《男人真辛苦》中扮演主角寅次郎，从此开始走红，成为日本人心目中的“喜神”。渥美清以其夸张而不变形、质朴而朴素的表演，塑造了一个热爱家乡却又四处失恋，四处流浪的日本第一大闲人——寅次郎的形象。这是一个大龄未婚的日本流浪汉的故事，小眼睛，方脸盘，咧着大嘴嬉笑的寅次郎，总不能和那些爱上他的女人成就姻缘，但他本人却很达观，永远快快活活、无忧无虑，他的这种乐天精神也感染了别人。该剧以轻松有趣的人物和剧情，生动地展现了真实的生活。
一成不变的礼帽、旧西装并内套坎肩，这身行头为渥美清赢得了“东方卓别林”的美誉。
渥美清的朋友中，大多是豆子店、电器店小老板一类的平常人。通过与社会大众的长期接触和细致观察，渥美清将寅次郎的银幕形象塑造得栩栩如生，受到了日本观众广泛共鸣和欢迎。新年假期全家一起到影院看《寅次郎的故事》，一度成为日本人辞旧迎新的重要内容。

## 画集
- 渥美清が歌う哀愁の日本軍歌集（1968年12月5日）
- 噫々戦友の詩（きけわだつみのこえ）より（1971年）
- 寅次郎的故事フーテンの寅と発します！（1971年11月）
- 寅次郎的故事名場面集（第一集）
- 寅次郎的故事名場面集（第二集）
- 寅次郎的故事名場面集（第三集）（1974年）
- 渥美清ベストヒット28（1976年）

## 著作
- 《きょうも涙の日が落ちる　渥美清のフーテン人生論》 （展望社、2003年）
- 《渥美清わがフーテン人生》「サンデー毎日」編集部編　（每日新聞社、1996年）
- 《赤とんぼ　渥美清句集》　森英介編　（本阿弥書店、2009年）

## 親人
田所健太郎
渥美清长子。原所属日本放送株式会社的播音导演。主要負責的節目包括伊集院光のOh!デカナイト以及(有)チェリーベル。現在已经从日本放送株式会社离职，做自由广播执导。
山岡和美
原日本放送的播音员，田所健太郎之妻。

## 飾演或模仿渥美清的演員
- 山崎樹範 - 2017年朝日電視台午間劇「小荳荳(トットちゃん！)」
- 柄本佑 - 2016年NHK BS Premium8月單集電視劇「逝世20週年紀錄電視 滑稽的男人～寅次郎黎明之前 渥美清的青春～」
- 中村獅童 - 2016年朝日電視台夏季電視劇「小荳荳電視台」
- 南原清隆－1997年富士電視台9月單集電視劇「渥美清的啊啊、青春日記」主演
- 原一平－專門扮演寅次郎的藝人、渥美清本人一生之中唯一承認的模仿藝人。模仿寅次郎時所穿的衣著，全都是渥美清轉讓出由電影裡穿著過衣物。
- 佐佐木つとむ－1970年代因模仿渥美清而獲得人氣。
- フランクさな寅（フランクさな寅ブログ） 於當地以「廣島的寅次郎」而廣為人知。
- 野口陽一 - 專門扮演寅次郎的藝人、於1997年因為參加了「寅次郎模仿大賽」獲得準優勝而而得到山田洋次監督的公認。
- 山口智充 - 搞笑及模仿藝人